# Konstantin Päts
Konstantin Päts, né le 23 février 1874 à Tahkuranna et mort le 18 février 1956 à Bourachevo, est un homme d'État estonien. Il est chef du gouvernement à cinq reprises et président de la République de 1938 à 1940.
Son parti est au pouvoir de manière discontinue durant toutes les législatures de 1921 à 1940, mais du fait de l'instabilité ministérielle qui a cours dans cette république parlementaire, aucun parti ne réussit à se maintenir au pouvoir durant une législature entière de trois ans.

## Biographie
Konstantin Päts termine ses études au lycée d'État de Pärnu avant d'étudier au sein de la faculté de droit de l'université de Tartu de 1894 à 1898. De 1898 à 1899, il effectue son service militaire à Pskov. Notaire de formation, menant de front quelque activité journalistique, Päts entame sa carrière politique comme conseiller municipal de Tallinn de 1904 à 1905. Compromis dans l’expérience révolutionnaire russe de 1905, il est contraint à l'exil et condamné à mort par contumace par une cour martiale russe. Il réside alors en Suisse puis en Finlande avant de se livrer à Saint-Pétersbourg où il est condamné à neuf mois de prison en 1909. Journaliste à plein temps, Päts doit se soumettre à ses obligations militaires en 1916.
Il est membre du Comité de salut de l'Estonie (en) qui proclame l'indépendance de l'Estonie le 22 février 1918, un jour avant l'occupation de Talinn par la 8e armée allemande au cours de l'opération Faustschlag. Il ne tarde pas à s'opposer à la politique de l'occupant allemand qui favorise les Germano-Baltes. Emprisonné dans un camp polonais par les Allemands de juillet à novembre 1918, il est libéré après l'armistice. 
Il cumule ensuite les postes de premier ministre du gouvernement provisoire, de ministre des affaires intérieures et de ministre de la guerre dans le nouvel État estonien indépendant. Par cinq fois chef du gouvernement entre 1921 et 1934 (janvier 1921 – novembre 1922 ; août 1923 – mars 1924 ; février 1931 – février 1932 ; novembre 1932 – mai 1933 ; octobre 1933 – janvier 1934), Päts infléchit nettement la nature du régime à partir de janvier 1934 qui voit l’instauration de l’état d’urgence et l’établissement de l'autoritarisme. C’est une véritable dictature qui s'instaure progressivement en Estonie. À partir de 1937, il s’autoproclame Riigihoidja, c’est-à-dire « protecteur de l'État ». En 1938, enfin, Päts se fait élire président de la République, fonction jusqu’alors inconnue en Estonie.
Des élections fantoches ont lieu les 14 et 15 juillet 1940. Elles sont considérées comme illégales et contraires à la constitution de la république d'Estonie car la nouvelle loi électorale permettant leur tenue n'a jamais été approuvée par la Chambre haute du parlement, en raison de la dissolution de cette dernière pour cause d'invasion soviétique. Toutes les décisions et actes consécutives à cette élections sont juridiquement considérés comme invalides. L'assemblée populaire fictive est réunie le 21 juillet, avec comme seul ordre du jour une résolution déclarant l'Estonie comme république soviétique et demandant l'adhésion à l'Union soviétique. Päts démissionne le 23 juillet.
Le 30 juillet 1940, il est arrêté par le NKVD et déporté en URSS. Interné en 1954 dans un hôpital psychiatrique à Bourachevo, près de Kalinine, il y meurt le 18 février 1956 et est enterré sur place. Ses restes sont rapatriés en Estonie et ré-inhumés le 21 octobre 1990 à Tallinn.

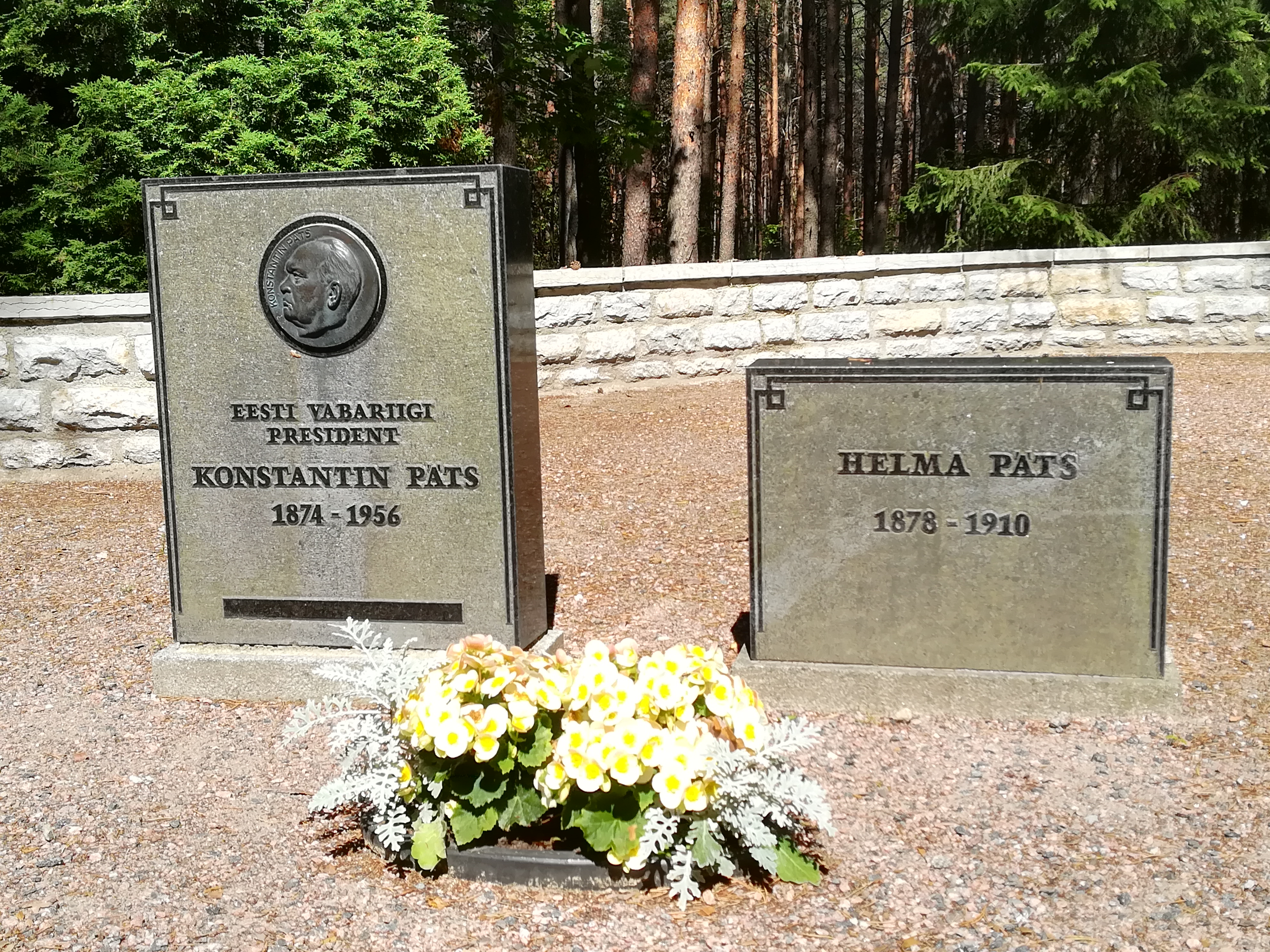
Pierres tombales de Konstantin Päts et de sa femme Helma Päts (née Peedi) au cimetière boisé de Tallinn (2019).